# Borys Jaworski
Borys Albinowycz Jaworski (ukr. Борис Альбінович Яворський; ur. 3 października 1949 w Tłusteńkiem) – ukraiński malarz. Członek Narodowego Związku Artystów Ukrainy (1995).

## Biografia
Ukończył Szkołę Sztuki Użytkowej w Kosówie (1969), Lwowski Instytut Sztuki Użytkowej i Dekoracyjnej (1979). Pracował jako artysta w warsztatach artystycznych i produkcyjnych Mykołajowskiego Funduszu Sztuki Ukrainy (1979–1981).
Pracuje w Narodowej Akademii Sztuk Pięknych we Lwowie: wykładowca (1981), starszy wykładowca (1988) w Katedrze Rysunku. Pracę zawodową łączy z pracą twórczą w dziedzinie malarstwa.

## Twórczość
Zajmuje się malarstwem sztalugowym i monumentalnym.
Od 1981 roku bierze udział w ukraińskich i międzynarodowych wystawach i plenerach.